# Atetose
Atetose er langsomme, vridende og uregelmæssig bevægelser, primært i hænderne og håndleddene. Det akkompagneres ofte af symptomerne på cerebral parese.